# Том Грін
Майкл Томас «Том» Грін (Tom Green, 30 липня 1971 року, Пембрук, Канада) — канадський комедійний актор, музикант, режисер і ведучий телепередач.

## Біографія
Том народився в канадському місті Пемброк, але виріс в Оттаві. У молодості був ведучим і діджеєм на університетській радіо-станції. Вперше на телебачення потрапив в 1994 році, ставши ведучим на каналіRogers Community Television. Його передача Tom Green Show стала настільки популярною, що її спочатку перекупив канал The Comedy Network, а два роки опісля - американський MTV. Саме там він досяг своєї популярності на телебаченні.
З 7 липня 2001 року по 15 жовтня 2002 був одружений з Дрю Беррімор.
У 2001 році став лауреатом премії «Золота малина» у категорії « Найгірший акторський дует» у фільмі Пішов ти, Фредді!.

## Фільмографія

### Як актор
- 2009 - Супербордери: Знову в справі / Кінгслі
- 2009 - викинути (телесеріал)
- 2008 - Супербордери / Shred
- 2008 - Супербордери: Знову в справі / Shred 2
- 2008 - Гарненькі маленькі дияволи
- 2005 - Дворецький Боб
- 2002 -  Крадіжка Гарварду / Stealing Harvard
- 2001 - Пішов ти, Фредді! / Freddy Got Fingered
- 2000 - Дорожні пригоди
- 2000 - Ангели Чарлі

### Як режисер
- 2001 - Пішов ти, Фредді! / Freddy Got Fingered
- 2014 - Монстри 2: Темний континент / Monsters: Dark Continent

## Дискографія

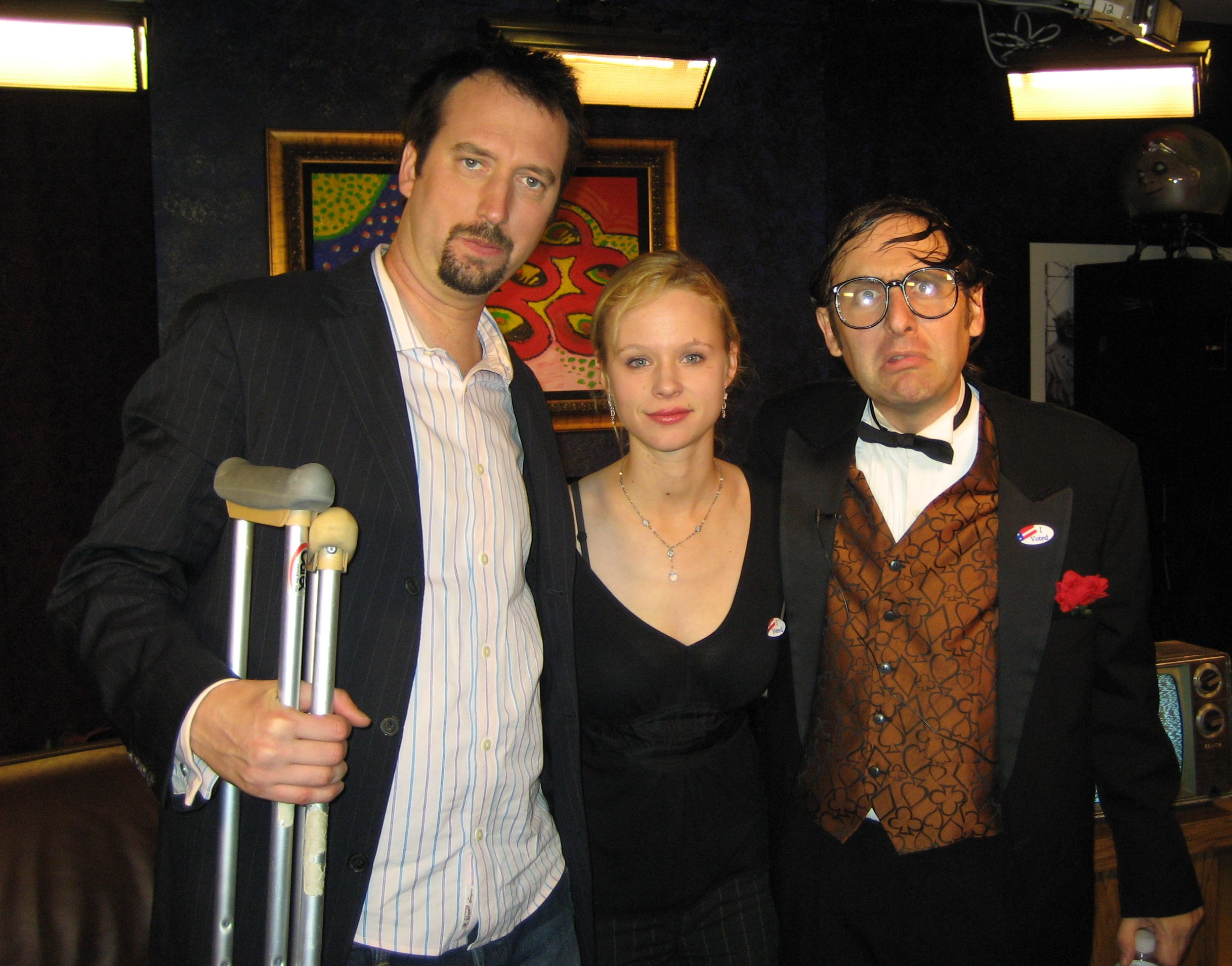
Том Грін (ліворуч)

### Альбоми
- 2008 - Basement Jams
- 2005 - Prepare For Impact
- 1998 - Not The Green Tom Show
- 1992 - Huh? Stiffenin 'Against The Wall

### Сингли
- 1999 - «Lonely Swedish (The Bum Bum Song)»
- 2005 - «I'm an Idiot»
- 2005 - «Teachers Suck»